# Flabellum fragile
Espèce
Flabellum fragile est une espèce de coraux appartenant à la famille des Flabellidae.